# José Luis Rubiera
Rubiera  Vigil est un nom espagnol. Le premier nom de famille, en général paternel, est Rubiera ; le second, en général maternel, souvent omis, est Vigil.

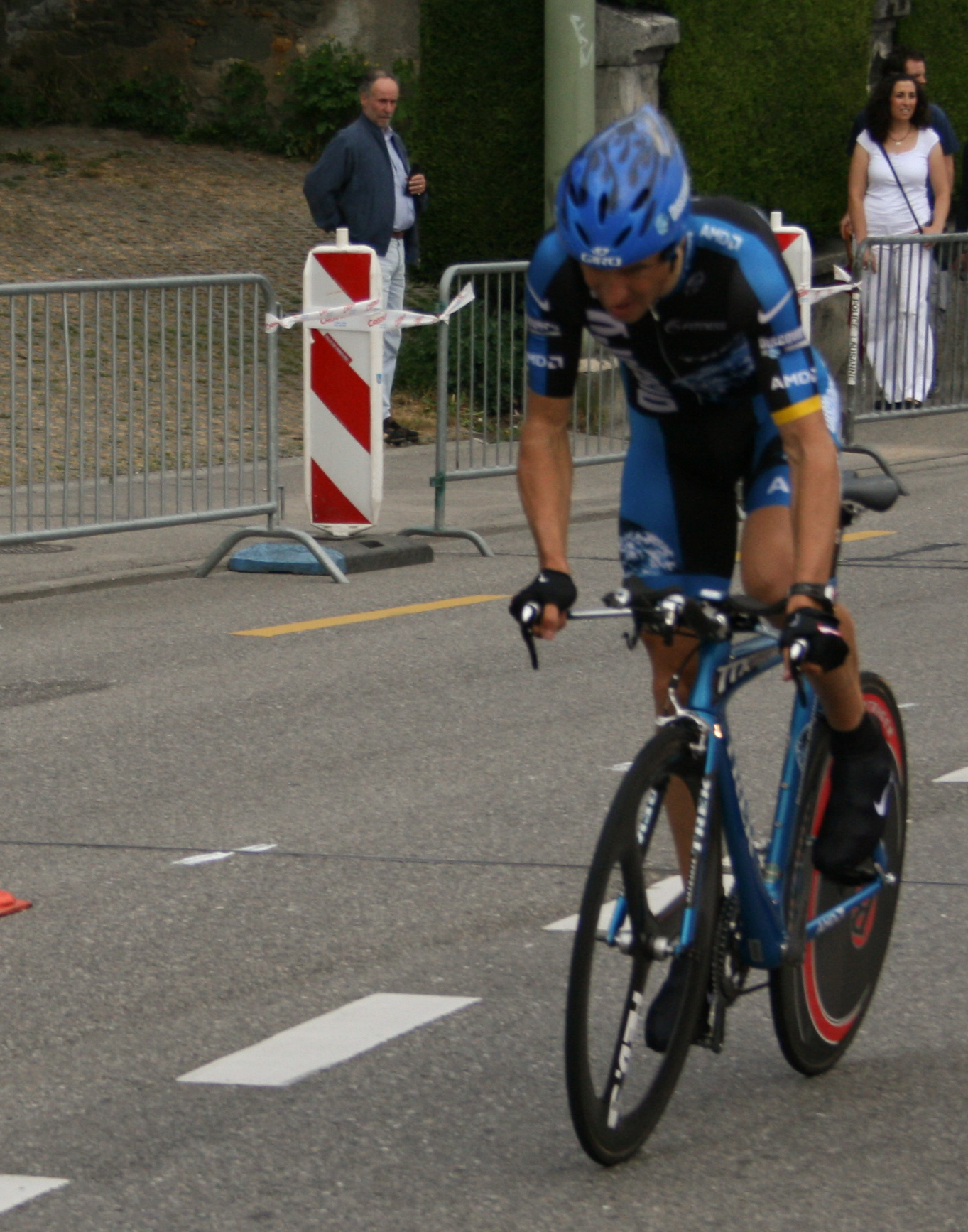
José Luis Rubiera durant le Tour de Romandie 2007

José Luis Rubiera Vigil est un coureur cycliste espagnol né le 27 janvier 1973 à Gijón. Il est professionnel de 1995 à 2010. Bon grimpeur, il a participé à cinq Tour de France avec Lance Armstrong. Il compte à son palmarès deux victoires d'étapes sur le Tour d'Italie en 1997 et 2000, le Tour de l'Alentejo en 1999 et la Subida al Naranco en 2000.
Il prend sa retraite à l'issue du Tour de Lombardie 2010.

## Palmarès

### Palmarès amateur
- 1994
  - Mémorial Valenciaga
  - Mémorial Cirilo Zunzarren
  - Tour de la Bidassoa

### Palmarès professionnel
- 1997
  - 19e étape du Tour d'Italie
  - 10e du Tour d'Italie
- 1998
  - Subida al Naranco
  - 3e de la Japan Cup
- 1999
  - Tour de l'Alentejo :
    - Classement général
    - 3e étape b (contre-la-montre)

  - 6e du Tour d'Espagne
- 2000
  - 13e étape du Tour d'Italie
  - Subida al Naranco
  - 2e de l'Escalade de Montjuïc
  - 8e du Tour d'Italie
- 2001
  - 2e d'À travers Lausanne
  - 2e du Tour de Burgos
  - 7e du Tour d'Espagne
- 2002
  - 2e du Tour de Burgos
- 2003
  - 4e étape du Tour de France (contre-la-montre par équipes)
- 2004
  - 4e étape du Tour de France (contre-la-montre par équipes)
  - 2e de la Châteauroux Classic de l'Indre
- 2005
  - 4e étape du Tour de France (contre-la-montre par équipes)
  - 3e du Tour de l'Algarve
  - 10e du Tour de Pologne
- 2006
  - 3e du Tour de Castille-et-León
  - 9e de Paris-Nice
- 2007
  - 8e étape du Tour du lac Qinghai
- 2008
  - 2e étape du Tour de Murcie

## Résultats sur les grands tours

### Tour de France
6 participations
- 2001 : 38e
- 2002 : 22e
- 2003 : 19e, vainqueur de la 4e étape (contre-la-montre par équipes)
- 2004 : 19e, vainqueur de la 4e étape (contre-la-montre par équipes)
- 2005 : 35e, vainqueur de la 4e étape (contre-la-montre par équipes)
- 2006 : 92e

### Tour d'Italie
7 participations
- 1997 : 10e, vainqueur de la 19e étape
- 1998 : 13e
- 1999 : abandon (2e étape)
- 2000 : 8e, vainqueur de la 13e étape
- 2006 : 13e
- 2007 : 39e
- 2009 : 49e

### Tour d'Espagne
9 participations
- 1998 : 26e
- 1999 : 6e
- 2000 : 11e
- 2001 : 7e
- 2002 : 51e
- 2003 : 80e
- 2007 : 87e
- 2008 : 22e
- 2009 : abandon (12e étape)